# گنبد الله الله
گنبد الله الله مربوط به دوره ایلخانی است و در شهرستان ورزقان، روستای گوی گنبد واقع شده و این اثر در تاریخ ۱ آذر ۱۳۷۸ با شمارهٔ ثبت ۲۵۱۵ به‌عنوان یکی از آثار ملی ایران به ثبت رسیده است.